# Otto Busch
Jens Otto Busch (Kopenhagen, Danska, 16. kolovoza 1904. — Fårevejle, Sjælland. Danska, 13. siječnja 1983.) je bivši danski hokejaš na travi.
Na hokejaškom turniru na Olimpijskim igrama 1928. u Amsterdamu igrajući za Dansku je osvojio 4. mjesto. Igrao je na mjestu napadača. Odigrao je sva četiri susreta. 
Danska je u ukupnom poredku dijelila 5. – 8. mjesto. U skupini je bila treća, a u odlučujućem susretu u zadnjem kolu u skupini koji je donosio susret za broncu je izgubila od Belgije s 0:1.
Na hokejaškom turniru na Olimpijskim igrama 1936. u Berlinu je igrao za Dansku. Danska je ispala u 1. krugu. Odigrao je oba susreta.
Te 1936. je igrao za klub KH København.
Zadnji put se na Olimpijskim igrama pojavio na olimpijskom hokejaškom turniru 1948. u Londonu. Igrao za Dansku, a Danska je ispala u 1. krugu. Odigrao je jedan susret. Imao je 44 godine i spada među najstarije hokejaše na travi koji su ikad nastupili na Olimpijskim igrama.

## Vanjske poveznice
- Profil na Sports Reference.com  Arhivirana inačica izvorne stranice od 19. svibnja 2011. (Wayback Machine)